# Sergio Bitar
Pour les articles homonymes, voir Bitar.
 (août 2025).
Si vous disposez d'ouvrages ou d'articles de référence ou si vous connaissez des sites web de qualité traitant du thème abordé ici, merci de compléter l'article en donnant les références utiles à sa vérifiabilité et en les liant à la section « Notes et références ».
Sergio Bitar Chacra (né le 30 décembre 1940 à Santiago du Chili), est un homme politique chilien ayant été ministre de l'Industrie minière en 1973, vice-président du Parti pour la démocratie en 1990, secrétaire général du Parti de 1990 à 1992 et président en 1992. Enfin, il fut ministre de l'Éducation de 2003 à 2005.

## Biographie
Fils d'un immigrant syrien, Nazmi Bitar Chacranotas, et de Julia Chacra Chacra, Sergio Bitar a suivi des études secondaires à l'Institut national de Santiago et des études supérieures à la Faculté des sciences physiques et mathématiques de l'Université du Chili. Il a obtenu son diplôme d'ingénieur civil en 1963 et a reçu le prix du meilleur étudiant de sa promotion,.
Il a obtenu un diplôme de troisième cycle en théorie économique au Centre d'études de programmes économiques en France (1964-1966). Il a ensuite étudié aux États-Unis, à l'université de Harvard (MPA). Il a été directeur du département des industries à l'université du Chili (1966-68), chercheur invité au Harvard Institute for International Development (1974-76) et au Wilson Center, Smithsonian Institution (1982-3), Aujourd'hui, Bitar est membre et chercheur principal non-résident au Dialogue interaméricain. Il est vice-président du conseil consultatif de l'Institut pour la démocratie et l'assistance électorale (IDEA, Stockholm) depuis 2018.[réf. nécessaire]

### Vie de famille
Sergio Bitar a épousé Maria Eugenia Hirmas Rubio, une femme politique chilienne, avec qui il a eu trois enfants ; Javier, Rodrigo et Patricia. Ils ont désormais 10 petits-enfants.[réf. nécessaire]

## Passé électoral

### Élections législatives de 1993
| Candidat                   | Alliance                             | Parti       | Votes  | %     | Résultat |
| -------------------------- | ------------------------------------ | ----------- | ------ | ----- | -------- |
| Segio Bitar Chacra         | Concertación por la Democracia       | PPD         | 63 810 | 39.44 | Élu      |
| Julio Lagos Cosgrove       | Unión por el Progreso de Chile       | RN          | 41 328 | 29.54 | Élu      |
| Humberto Palza Corvacho    | Concertación por la Democracia       | PDC         | 29 426 | 18.19 |          |
| Julio Dittborn Cordua      | Unión por el Progreso de Chile       | UDI         | 17 005 | 10.51 |          |
| Jaime Barros Pérez Cotapos | Alternativa Democrática de Izquierda | PC          | 6567   | 4.06  |          |
| Myrna Miranda Vivaceta     | La Nueva Izquierda                   | AHV         | 2220   | 1.37  |          |
| Victor Muñoz Leigton       |                                      | Indépendant | 1435   | 0.89  |          |

## Ouvrage traduit en français
- Dawson île 10 : un camp de concentration sous Pinochet (trad. de l'espagnol par Sara Roumette) (récit), Paris, Éditions Tirésias Michel Reynaud, 2017, 284 p. (ISBN 978-2-915293-91-3, BNF 45221670).